# Krysstation

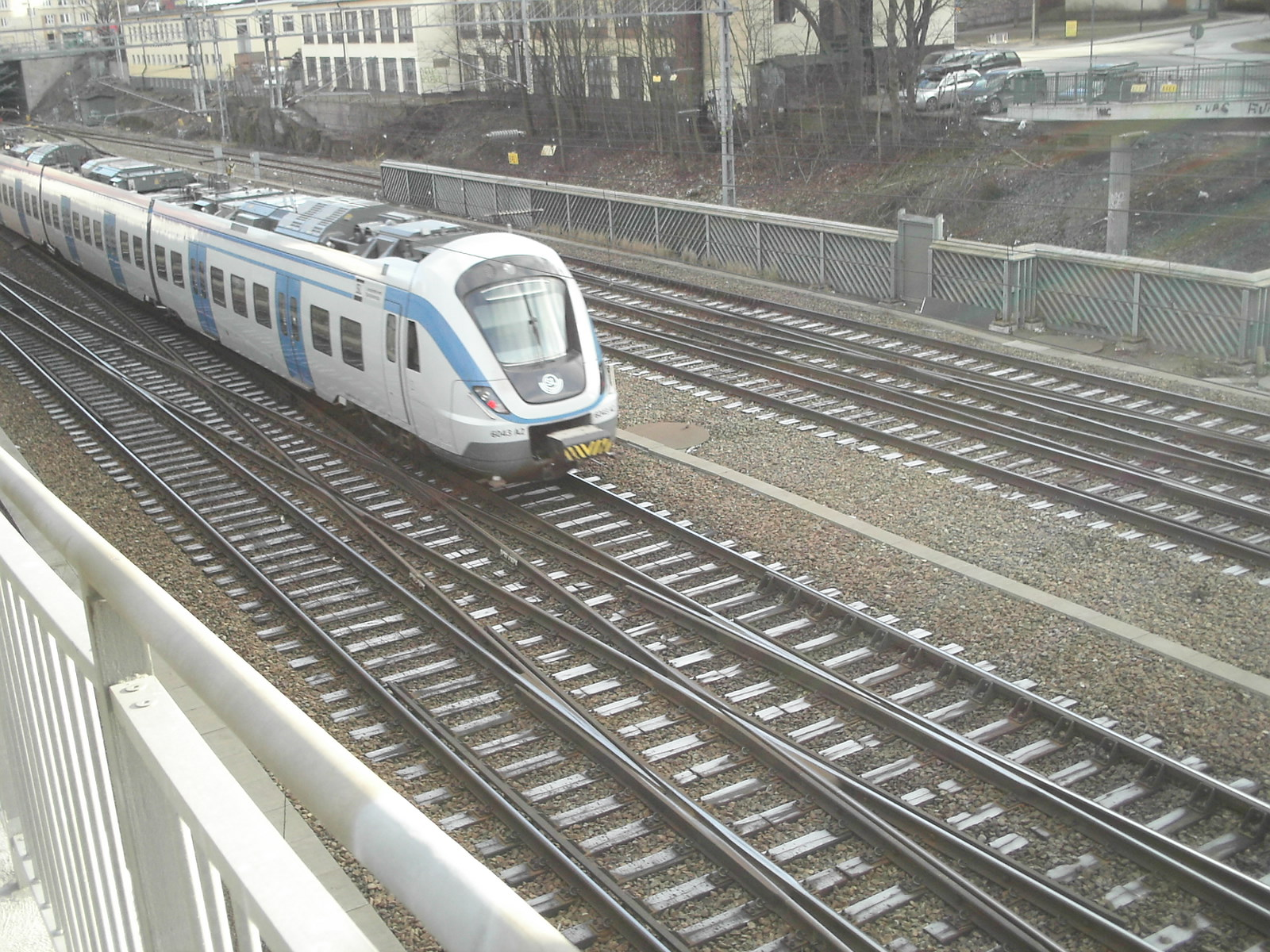
Krysstation där man från bägge hållen kan byta mellan höger- och vänsterspår. Stockholm Södra, infarten från Årstabron.

En krysstation är en driftplats (tidigare kallad station) på ett dubbelspår där man har fyra växlar som medger att man från bägge hållen kan byta mellan vänster- och högerspår. 
Krysstationer används dels för att vid banunderhåll köra enkelspår på ena sidan, dels för att låta snabbare tåg köra om.
Krysstationer byggs oftast utanför samhällena där man inte behöver stängsla in.